# الساندرو نوسلی
الساندرو نوسلی (انگلیسی: Alessandro Noselli؛ زادهٔ ۱ سپتامبر ۱۹۸۰) بازیکن فوتبال اهل ایتالیا است.
از باشگاه‌هایی که در آن بازی کرده‌است می‌توان به باشگاه فوتبال نیویورک کاسموس، باشگاه فوتبال اودینزه، باشگاه فوتبال تریستیانا، باشگاه فوتبال ساسولو، و باشگاه فوتبال آولینو اشاره کرد.
وی همچنین در تیم‌های ملی فوتبال زیر ۱۶ سال ایتالیا و زیر ۱۷ سال ایتالیا بازی کرده‌است.